# 比林 (沃洛德米爾區)
50°56′36″N 24°16′8″E / 50.94333°N 24.26889°E
比林（烏克蘭語：Білин），是烏克蘭西北部的村莊，隸屬沃倫州的沃洛德米爾區。該村始建於1653年，面積1.69平方公里，海拔高度200米，2001年人口437，人口密度每平方公里259.35人。